# Lebanon, Tennessee
Lebanon [ˈlɛbnən] är administrativ huvudort i Wilson County i Tennessee. Orten har fått sitt namn efter Libanons cedrar som är omtalade i Bibeln. Lebanon hade 26 190 invånare enligt 2010 års folkräkning.

## Kända personer från Lebanon
- Jimmy Duncan, politiker
- Thomas Kilby, politiker